# Talisay, Cebu
Talisay, gọi chính thức là Thành phố Talisay, là một thành phố thuộc tỉnh Cebu, Philippines. Theo điều tra nhân khẩu năm 2015, thành phố có 227.645 cư dân. Thành phố chủ yếu là khu vực nhà ở và mậu dịch, thuộc vùng đô thị Cebu. Tên gọi Talisay bắt nguồn từ cây bàng mọc nhiều trong thành phố.
Talisay được nối với thành phố Cebu qua xa lộ South Coastal từ Lawaan, khánh thành vào năm 2004. Tiếng Cebu là ngôn ngữ chiếm ưu thế của cư dân thành phố (96%). Phần lớn hoạt động thương nghiệp của Talisay diễn ra tại khu vực Tabunok, tại đó có các chợ và khu mua sắm. Khu mua sắm lớn nhất là Gaisano Grand Fiesta Mall Tabunok.